# Roemeens voetbalkampioenschap 2007/08
Het seizoen 2007/08 was het tweede seizoen van de Liga 1, de hoogste voetbaldivisie, en het 90e kampioenschap van Roemenië.
Delta Tulcea werd in het voorgaande jaar kampioen in de tweede klasse, maar kreeg geen licentie voor de Liga 1 waardoor Ceahlăul Piatra Neamț niet degradeerde. Politehnica FCU Timișoara, moest de naam in FC Timișoara veranderen na een conflict.
Steaua kreeg zeven punten in mindering en Universitatea Cluj werd bestraft met een aftrek van zes punten aan het einde van het seizoen vanwege onregelmatigheden.

## Eindstand
| Plaats | Team                  | Wed. | W  | G  | V  | DV | DT | Verschil | Ptn  |
| ------ | --------------------- | ---- | -- | -- | -- | -- | -- | -------- | ---- |
| 1      | CFR Cluj              | 34   | 23 | 7  | 4  | 52 | 22 | 30       | 76   |
| 2      | Steaua Boekarest      | 34   | 23 | 6  | 5  | 51 | 19 | 32       | 68*  |
| 3      | Rapid Boekarest       | 34   | 18 | 7  | 9  | 52 | 31 | 21       | 61   |
| 4      | Dinamo Boekarest      | 34   | 17 | 10 | 7  | 55 | 36 | 19       | 61   |
| 5      | Unirea Urziceni       | 34   | 16 | 13 | 5  | 42 | 24 | 18       | 61   |
| 6      | FC Timișoara          | 34   | 16 | 9  | 9  | 57 | 44 | 13       | 57   |
| 7      | Vaslui                | 34   | 12 | 11 | 11 | 44 | 34 | 10       | 47   |
| 8      | Oțelul Galați         | 34   | 14 | 4  | 16 | 47 | 50 | -3       | 46   |
| 9      | Universitatea Craiova | 34   | 12 | 7  | 15 | 42 | 48 | -6       | 43   |
| 10     | Gloria Bistrița       | 34   | 11 | 9  | 14 | 34 | 40 | -6       | 42   |
| 11     | Politehnica Iași      | 34   | 11 | 8  | 15 | 37 | 41 | -4       | 41   |
| 12     | Pandurii Târgu Jiu    | 34   | 11 | 7  | 16 | 36 | 43 | -7       | 40   |
| 13     | Farul Constanța       | 34   | 10 | 10 | 14 | 25 | 38 | -13      | 40   |
| 14     | Gloria Buzău          | 34   | 10 | 7  | 17 | 30 | 56 | -26      | 37   |
| 15     | Ceahlăul Piatra Neamț | 34   | 10 | 6  | 18 | 33 | 46 | -13      | 36   |
| 16     | Dacia Mioveni         | 34   | 7  | 10 | 17 | 26 | 43 | -17      | 31   |
| 17     | UT Arad               | 34   | 6  | 8  | 20 | 30 | 52 | -22      | 26   |
| 18     | U Cluj                | 34   | 4  | 11 | 19 | 32 | 58 | -26      | 17** |

CFR Cluj won de Roemeense beker.
| Champions League                   |
| Verliezend bekerfinalist, UEFA Cup |
| Deelname UEFA Cup                  |
| Deelname UEFA Intertoto Cup        |
| Degradatie                         |

## Statistieken

### Topscorers
| №  | Speler             | Goals | Club                  |
| -- | ------------------ | ----- | --------------------- |
| 1  | Ionel Dănciulescu  | 21    | Dinamo                |
| 2  | Emil Jula          | 17    | Oțelul Galați         |
| 3  | Gigel Bucur        | 16    | Timișoara             |
| 3  | Marko Ljubinković  | 16    | FC Vaslui             |
| 5  | Florin Costea      | 15    | U Craiova             |
| 6  | Eugen Trică        | 14    | CFR Cluj              |
| 6  | Florin Bratu       | 14    | Dinamo                |
| 8  | Cristian Coroian   | 11    | Gloria Bistrița       |
| 9  | Cristian Fabbiani  | 10    | CFR Cluj              |
| 10 | Ionuț Mazilu       | 9     | Rapid \ Dnipro        |
| 10 | Nicolae Dică       | 9     | Steaua                |
| 10 | Cristian Dănălache | 9     | Unirea                |
| 13 | Adrian Cristea     | 8     | Dinamo                |
| 13 | Claudiu Ionescu    | 8     | Gloria Buzău          |
| 13 | Ionuț Bâlbă        | 8     | Poli Iași             |
| 13 | Dorin Goga         | 8     | U Cluj                |
| 17 | Didi               | 7     | CFR Cluj              |
| 17 | Pierre Boya        | 7     | Rapid                 |
| 17 | Mihai Dina         | 7     | U Craiova             |
| 20 | Lucian Burdujan    | 6     | Rapid                 |
| 20 | János Székely      | 6     | Oțelul                |
| 20 | Antonio Semedo     | 6     | CFR Cluj              |
| 20 | Ilie Iordache      | 6     | Pandurii              |
| 20 | Marius Bilașco     | 6     | Unirea                |
| 20 | Dejan Rušič        | 6     | Timișoara             |
| 20 | Andrei Cristea     | 6     | Timișoara \ Poli Iași |
| 20 | Bogdan Mara        | 6     | Unirea                |
| 20 | Nemanja Jovanovic  | 6     | U Cluj                |
| 20 | Cosmin Tilincă     | 6     | Gloria Bistrița       |
| 20 | Bogdan Stancu      | 6     | Unirea Urziceni       |
| 20 | Cristian Bratu     | 6     | Dacia Mioveni         |
| 20 | Marius Onofraș     | 6     | Unirea                |
| 20 | Alexandru Bălțoi   | 6     | UTA Arad              |
| 20 | Dejan Rusmir       | 6     | Ceahlăul              |
| 35 | Césinha            | 5     | Rapid                 |
| 35 | Artavazd Karamyan  | 5     | Timișoara             |
| 35 | Daniel Stan        | 5     | Oțelul Galați         |
| 35 | Alexandru Păcurar  | 5     | Pandurii              |
| 35 | Mihăiță Pleșan     | 5     | Timișoara \ Steaua    |
| 35 | Gabriel Paraschiv  | 5     | Oțelul Galați         |
| 35 | Zjivko Zjelev      | 5     | Oțelul Galați         |
| 35 | Radu Doicaru       | 5     | Ceahlăul              |
| 35 | José Moreno Mora   | 5     | Steaua                |
| 35 | Dayro Moreno       | 5     | Steaua                |
| 35 | Mike Temwanjera    | 5     | FC Vaslui             |

### Scheidsrechters
| Naam                | Geboren    | Duels | Kreeg geel | Kreeg voor de tweede keer geel en dus rood | Weggestuurd |
| ------------------- | ---------- | ----- | ---------- | ------------------------------------------ | ----------- |
| Alexandru Tudor     | 13.09.1971 | 21    | 88         | 3                                          | 5           |
| Augustus Constantin | 07.07.1974 | 20    | 91         | 8                                          | 2           |
| Alexandru Deaconu   | 03.03.1972 | 19    | 64         | 2                                          | 1           |
| Aurelian Bogaciu    |            | 18    | 62         | 3                                          | 2           |
| Tiberiu Lajos       |            | 18    | 88         | 3                                          | 2           |
| István Kovács       | 16.09.1984 | 17    | 99         | 3                                          | 3           |
| Cristian Balaj      | 17.08.1971 | 16    | 77         | 5                                          | 4           |
| Ovidiu Haţegan      | 14.07.1980 | 15    | 67         | 3                                          | 2           |
| Victor Berbecaru    |            | 14    | 75         | 4                                          | 3           |
| Sorin Carpodean     |            | 14    | 67         | 3                                          | 1           |
| Ionel Ivan          |            | 14    | 61         | 0                                          | 0           |
| Marius Avram        | 09.08.1979 | 12    | 66         | 3                                          | 0           |
| Teodor Crăciunescu  | 20.06.1977 | 12    | 32         | 2                                          | 4           |
| Marius Martis       |            | 12    | 56         | 0                                          | 1           |
| Ionica Serea        |            | 12    | 52         | 2                                          | 2           |
| Mugurel Draganescu  |            | 11    | 46         | 1                                          | 3           |
| Constantin Colţescu | 06.05.1977 | 10    | 37         | 3                                          | 9           |
| Laurentiu Dansa     |            | 10    | 43         | 2                                          | 0           |
| Andrei Ionita       |            | 7     | 42         | 1                                          | 0           |
| Radu Petrescu       | 12.11.1982 | 7     | 34         | 1                                          | 0           |
| Robert Dumitru      | 13.05.1974 | 6     | 26         | 0                                          | 2           |
| Lucian Dan          |            | 5     | 24         | 1                                          | 0           |
| Stefan Erdei        |            | 5     | 25         | 2                                          | 1           |
| Adrian Comănescu    |            | 3     | 13         | 1                                          | 0           |
| Teodora Albon       | 02.12.1977 | 2     | 7          | 0                                          | 0           |
| Florin Marcu        |            | 2     | 12         | 0                                          | 1           |
| Floarea Babadac     | 09.12.1972 | 1     | 3          | 0                                          | 1           |
| Cristina Dorcioman  | 07.08.1974 | 1     | 3          | 1                                          | 0           |
| Totaal              | Totaal     | 304   | 1360       | 57                                         | 49          |

### Toeschouwers
| №      | Club                     | Totaal    | Duels | Gemiddelde |
| ------ | ------------------------ | --------- | ----- | ---------- |
| 1      | Steaua Boekarest         | 195.395   | 16    | 12.212     |
| 2      | FC Politehnica Timisoara | 198.000   | 17    | 11.647     |
| 3      | CFR Cluj                 | 148.500   | 16    | 9.281      |
| 4      | Gloria Buzau             | 101.000   | 16    | 6.313      |
| 5      | Pandurii Târgu Jiu       | 103.500   | 17    | 6.088      |
| 6      | FC Vaslui                | 102.000   | 17    | 6.000      |
| 7      | FC Universitatea Craiova | 95.698    | 16    | 5.981      |
| 8      | Oţelul Galaţi            | 101.500   | 17    | 5.971      |
| 9      | Politehnica Iasi         | 90.000    | 17    | 5.294      |
| 10     | Rapid Boekarest          | 80.498    | 16    | 5.031      |
| 11     | Dinamo Boekarest         | 80.000    | 17    | 4.706      |
| 12     | Unirea Urziceni          | 65.000    | 17    | 3.824      |
| 13     | Dacia Mioveni            | 60.000    | 16    | 3.750      |
| 14     | Universitatea Cluj       | 60.600    | 17    | 3.565      |
| 15     | UTA Arad                 | 49.200    | 16    | 3.075      |
| 16     | Ceahlăul Piatra Neamț    | 43.000    | 15    | 2.867      |
| 17     | Farul Constanta          | 37.500    | 16    | 2.344      |
| 18     | Gloria Bistrita          | 35.700    | 17    | 2.100      |
| Totaal | Totaal                   | 1.647.091 | 296   | 5.564      |

Nationale competities:
Armenië · België · Bosnië en Herzegovina · Bulgarije · Cyprus · Denemarken · Duitsland · Engeland · Estland · Finland · Frankrijk · Griekenland · Hongarije · IJsland · Ierland · Israël · Italië · Kazakhstan · Kroatië · Letland · Luxemburg · Montenegro · Nederland · Noorwegen · Oekraïne · Oostenrijk · Polen · Portugal · Roemenië · Rusland · San Marino · Schotland · Servië · Slovenië · Slowakije · Spanje · Tsjechië · Turkije · Zweden · Zwitserland
Europese competities: Super Cup 2008 · Intertoto Cup 2007 · Champions League · UEFA Cup
Divizia A:
1909/10 · 
1910/11 · 
1911/12 · 
1912/13 · 
1913/14 · 
1914/15 · 
1915/16 · 
1919/20 · 
1920/21 · 
1921/22 · 
1922/23 · 
1923/24 · 
1924/25 · 
1925/26 · 
1926/27 · 
1927/28 · 
1928/29 · 
1929/30 · 
1930/31 · 
1931/32 · 
1932/33 · 
1933/34 · 
1934/35 · 
1935/36 · 
1936/37 · 
1937/38 · 
1938/39 ·
1939/40 · 
1940/41 · 
1946/47 · 
1947/48 · 
1948/49 · 
1950 · 
1951 · 
1952 · 
1953 · 
1954 · 
1955 · 
1956 · 
1957/58 · 
1958/59 · 
1959/60 · 
1960/61 · 
1961/62 · 
1962/63 · 
1963/64 · 
1964/65 · 
1965/66 · 
1966/67 · 
1967/68 · 
1968/69 · 
1969/70 · 
1970/71 · 
1971/72 · 
1972/73 · 
1973/74 · 
1974/75 · 
1975/76 · 
1976/77 · 
1977/78 · 
1978/79 · 
1979/80 · 
1980/81 · 
1981/82 · 
1982/83 · 
1983/84 · 
1984/85 · 
1985/86 · 
1986/87 · 
1987/88 · 
1988/89 · 
1989/90 · 
1990/91 · 
1991/92 · 
1992/93 ·
1993/94 · 
1994/95 · 
1995/96 · 
1996/97 · 
1997/98 · 
1998/99 · 
1999/00 · 
2000/01 · 
2001/02 ·
2002/03 · 
2003/04 ·
2004/05 · 
2005/06

Liga 1:
2006/07 · 
2007/08 ·
2008/09 ·
2009/10 · 
2010/11 ·
2011/12 ·
2012/13 ·
2013/14 ·
2014/15 ·
2015/16 ·
2016/17 ·
2017/18 ·
2018/19 ·
2019/20 ·
2020/21